# Ion Răducanu
Ion Răducanu (1884 - 1964) a fost un economist și om politic român, ministru, membru corespondent al Academiei Române din 1936.

## Biografie
Ion Răducanu a făcut studiile liceale la București, urmate de studii universitare la Graz, Austria (Academia Comercială) și Berlin (Facultatea de Filozofie – secția Științe Sociale). A urmat apoi cursurile Școlii Cooperatiste din Darmstadt, în anul 1905 susținându-și, în cadrul Universității „Friedrich Wilhelm” din Berlin, teza de doctorat Datoria publică a României. Și-a continuat pregătirea la Londra, unde a studiat lucrările economiștilor englezi și nord-americani. Întors în țară, a fost un fervent susținător al mișcării cooperatiste din România. După ce în 1911 a devenit docent la Catedra de Economie politică a Facultății de Drept din București, în anul 1915 și-a inaugurat primul curs de știință și legislație la Academia de Înalte Studii Comerciale și Industriale, devenind profesor definitiv la Catedra de știință și legislație financiară. Între anii 1930 și 1940 a deținut funcția de rector al Academiei de Înalte Studii Comerciale și Industriale, contribuind, prin măsurile inițiate, la ridicarea prestigiului instituției în plan național și internațional.
A deținut importante funcții și în structurile de conducere ale statului: Ministru de Finanțe (1930), Ministrul Lucrărilor publice și comunicațiilor (1930-1931).
Ion Răducanu a desfășurat o bogată activitate de cercetare științifică, concretizată în numeroase articole și lucrări de specialitate, dintre care amintim: Băncile populare sătești (1916); Partidele politice și cooperația (1927); Bugetul statului în criza economică (1933); Factorul monetar în noua criză economică (1935). Recunoașterea tuturor acestor contribuții s-a concretizat în acordarea titlului de Membru corespondent al Academiei Române (martie 1936). Înlăturat din învățământ în 1947, a fost arestat și închis la Sighet (1959–1963).
Cronologie
- diplomat al Academiei Comerciale din Graz (Austria) - 1902;
- doctor în științe economice al Universității din Berlin - 1905;
- în 1911 obține, prin concurs, titulul de docent la Facultatea de Drept a Universității din București; în această calitate ține un curs despre cooperație;
- în 1912 redactează proiectul de lege pentru înființarea Academiei Comerciale, instituție care începe să funcționeze în 1913;
- în 1915 este numit, prin concurs, profesor la Academia Comercială unde va funcționa până la pensionare, în 1947. Va fi și rector al acestei instituții din 1931 până în 1940, când este înlăturat de legionari;
- în ianuarie 1918 întemeiază la Iași cu Virgil Madgearu și Victor Slăvescu revista "Independența economică", revistă ce va apărea în 1947. Tot la Iași, în aceeași lună, este alături de Dimitrie Gusti, Vasile Pârvan și Virgil Madgearu, unul dintre fondatorii Asociației pentru Științe și Reforme Sociale, care va deveni "Institutul Social Român";
- între februarie - mai 1918 face parte din comisia financiară română care negociază cu germanii, la început la Buftea, apoi la București, preliminariile "Păcii de la București";
- în perioada interbelică participă la diferite congrese parlamentare (Rio de Janeiro, Varșovia etc.), pan-europene (Viena, 1935), interbalcanice (Istanbul 1931 și București 1933), conferințe ale biroului internațional al muncii (Geneva, 1929 - 1930), congrese ale Alianței Cooperative Internaționale  pentru Societatea Națiunilor;
- în 1936, la recomandarea lui Dimitrie Gusti, este numit membru corespondent al Academiei Române;
- Ministrul Muncii, Cooperației și Asigurărilor Sociale (noiembrie 1929 - iunie 1930). În această calitate redactează legea cunoscută sub numele  de "legea Răducanu" care stipulează dreptul muncitorilor de a beneficia de concedii legale plătite, aceasta, cu 7 ani înainte de acordarea de concedii legale în Franța;
- Ministru de Finanțe, 7-13 iunie 1930;
- Ministrul Lucrărilor Publice și al Comunicațiilor, noiembrie 1930 - aprilie 1931.

## Decorații
- Semnul Onorific „Răsplata Muncii pentru 25 ani în Serviciul Statului” (13 octombrie 1941)[2]